# Ashley Houts
Ashley Houts, née le 31 décembre 1987 à Trenton (Géorgie) est une joueuse américaine professionnelle de basket-ball.

## Biographie
Ashley Houts étudie quatre années au Dade County High School et est élue pour le tournoi McDonald's. Élue deux fois All-American, elle conduit les Georgia Metros au titre national en 2005 national. À son départ, son numéro ("23") est retiré.
Avec les Lady Buldogs de l'Université de Géorgie, elle est nommée durant son année senior dans le premier cinq de la Southeastern Conference (All-SEC) par les entraîneurs.
Sélectionnée au 16e rang de la draft WNBA 2010 par le Liberty de New York, elle est échangée contre Nikki Blue avec les Mystics de Washington. Elle y joue 20 matches avec 0,8 points de moyenne.
En 2010-2011, elle évolue en Israël (Elizur Netanya) avec des statistiques de 15,4 points à 48 % (44 % à 3 points) 4,5 rebonds, 4,3 passes. Le 31 mai 2011, elle est coupée durant la pré-saison des Mystics. Pour sa seconde saison en Europe, elle signe à Saint-Amand.
Elle signe en octobre 2014 avec Elitzur Ramla après une saison 2013-2014 passée déjà en Israël avec Elizur Netanya pour 19,3 points, 5,1 rebonds, 3,3 passes décisives, 2,8 interceptions et 3,8 balles perdues.

## Équipe nationale
Elle remporte le championnat du monde 2007 des moins de 21 ans avec la sélection américaine, puis est médaillée d'or au championnat du monde universitaire 2009.